# 无毛猪笼草
无毛猪笼草（学名：Nepenthes glabrata）是苏拉威西特有的热带食虫植物。其生长于海拔1600米至2100米的开阔高地森林中。其捕虫笼色彩鲜艳，为黄底红斑，但高仅数厘米。
其种加词“glabrata”来源于拉丁文“glaber”，意为“无毛的”，是指这一物种大多无毛被的特征。

## 植物学史

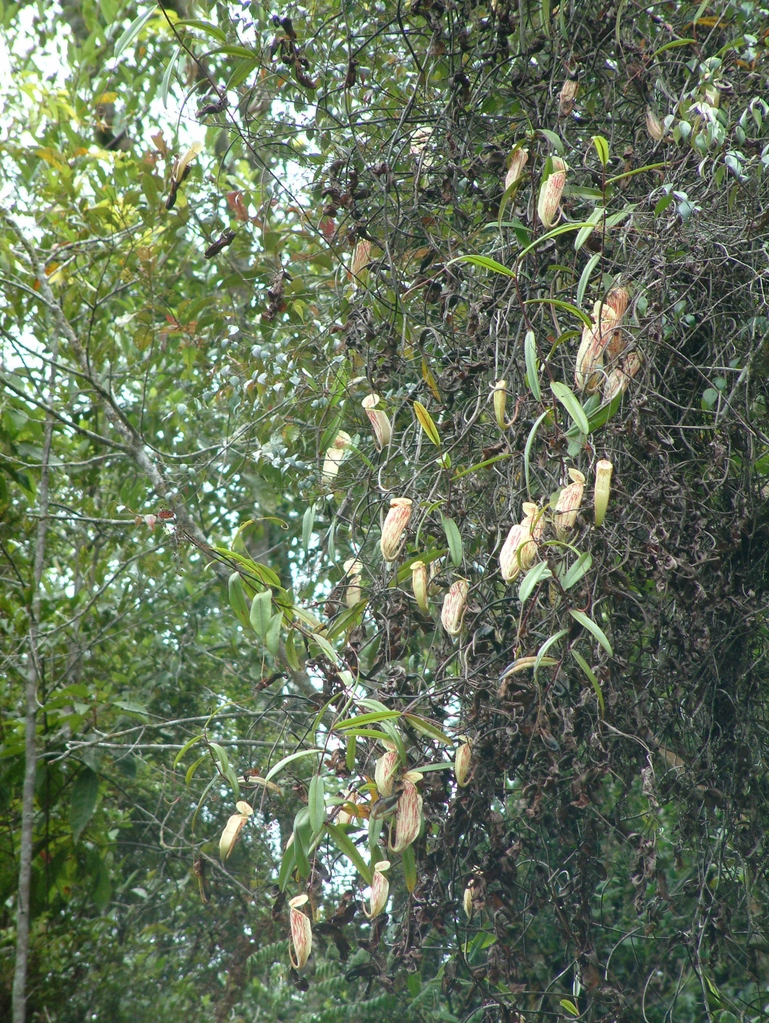
无毛猪笼草的攀援植株

无毛猪笼草的植物学史和艾玛猪笼草（N. eymae）和钩唇猪笼草（N. hamata）一样，其两份正式描述几乎是同时发表的。1984年2月6日，仓田重夫在《食虫植物研究会杂志》发表了第一份正式描述，他将其命名为红斑猪笼草（N. rubromaculata）。1984年2月10日，约翰·R·特恩布尔（John R. Turnbull）和安妮·T·米德尔顿（Anne T. Middleton）在《分类生物学、植物社会学、植物生态学杂志》（Reinwardtia）上发表了第二份正式描述，他们将其命名为无毛猪笼草（N. glabratus）。虽然仓田重夫最先发表，但他使用的名称与1891年培育出的栽培种红斑猪笼草（N. × rubromaculata）重名，因此该名称为不合法名。将该种加词的修改为女性后缀后，即得到了该物种的正式学名“Nepenthes glabrata”。
1983年8月31日，“Tri Tunggal Eboni”公司受特许在中苏拉威西省海拔1666米处1°33′S 120°55′E / 1.550°S 120.917°E采集了无毛猪笼草的模式标本，其编号为“J.R.Turnbull & A.T.Middleton 83113a‍”。在约翰·R·特恩布尔和安妮·T·米德尔顿关于这个种的描述中写道，该标本存放于茂物植物园植物标本馆（BO）中，但马修·杰布和马丁·奇克在1995年和1996年都无法找到该标本。他们写道其“可能永远也不能被分类了。”
红斑猪笼草的模式标本编号为“Kurata, Atsumi & Komatsu 149a”，其于1983年11月9日采集于中苏拉威西省马莱（Malei）至卡角加（Kajoga）的区域内。该模式标本存放地并没有说明，但很可能存放于日本牙科学院植物标本馆（NDC）中。
在这些描述发表后不久，他们就将其引种栽培。爱好者将无毛猪笼草分为两个变型：“帕洛·阿尔托（Palo Alto）”，其捕虫笼较小，叶片较窄且在强光环境下会变为紫色。“福里斯特维尔（Forestville）”，其捕虫笼较大，尤其是上位笼。

## 形态特征
无毛猪笼草为藤本植物，其可攀爬至13米高的树上。其茎为圆柱形或略呈现出两个楞，直径可达3厘米。节间距可达3厘米。

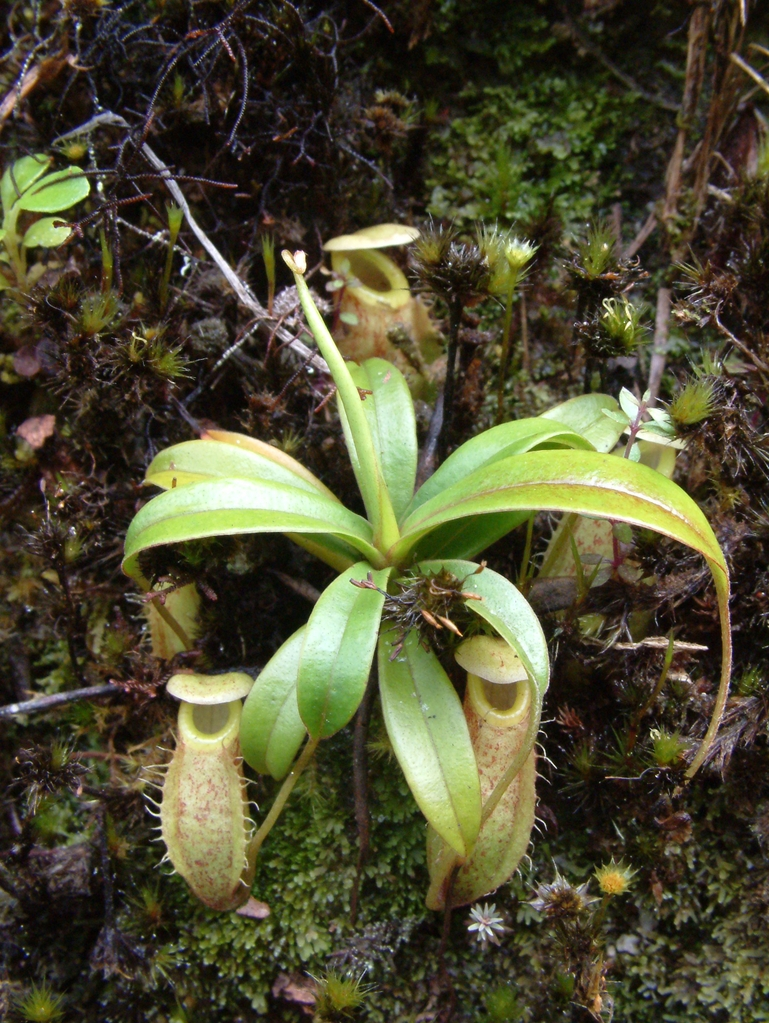
无毛猪笼草幼年的莲座状植株

无毛猪笼草的叶片无柄，纸质。幼年的莲座状植物的叶片为线形。攀援茎上的叶片为窄长圆形－舌形至窄披针形。其可长达12厘米，宽至3厘米。叶尖急尖，与笼蔓的衔接处略呈盾状。叶基短渐狭，包住茎部周长的三分之一至二分之一。叶柄可能下延，形成一对翼。中脉的两侧各有1至3条纵脉。羽状脉不明显。
无毛猪笼草的下位笼较小，为球形。上位笼为圆柱形至略漏斗形。上位笼可长达14厘米，宽至3厘米。上位笼的笼翼很特殊，可宽达10毫米，但无翼须。笼口倾斜。唇为圆柱形，狭窄，宽仅可达2.5毫米。唇肋非常明显，高约0.1毫米，间距为0.25至0.5毫米。内缘无唇齿。笼盖近似圆形，可长达2.8厘米，宽至3.1厘米。笼盖末端浑圆至平截，基部平截。笼盖的下表面无附属物，但分布着直径为0.2毫米的蜜腺。笼盖具有特殊的掌状脉。在笼盖基部的后方具一根不分叉的笼蔓尾，其可长达5毫米。
无毛猪笼草的花序为总状花序。总花梗可长达20厘米，花序轴可长达7厘米。每个花梗带一朵花，共约55朵花，部分花梗无苞片。花为红绿色，具有椭圆形的花被片，花被片可长达3毫米。花梗可长达8毫米。
无毛猪笼草植株的大部分无毛被。仅花序和笼蔓尾具有白色的毛被，其长约0.2毫米。

## 生态关系
无毛猪笼草是中苏拉威西省特有种，其陆生于海拔1600米至2100米的开阔‍‍高地森林中。
在海拔约1600米处，无毛猪笼草与大猪笼草（N. maxima）和锦地罗（Drosera burmannii）同域分布。已记录到了一种关于大猪笼草与无毛猪笼草的假定自然杂交种。
根据2000年的评估，无毛猪笼草已被列入《2006年世界自然保护联盟濒危物种红色名录》中，保护状况为易危。

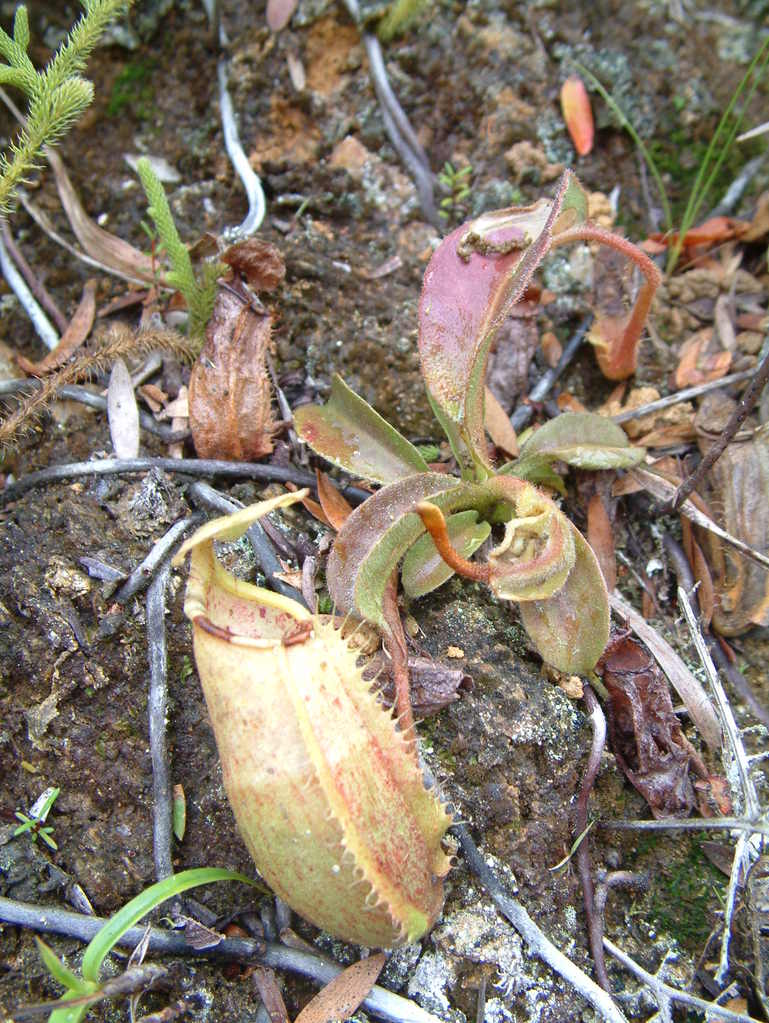
大猪笼草与无毛猪笼草的假定自然杂交种

## 相关物种
无毛猪笼草属于所谓的“毛盖猪笼草组”（N. tentaculata group）或“钩唇组”（Hamata group），其中还包括了产自婆罗洲和苏拉威西的其他四种与关系密切的物种：钩唇猪笼草、姆鲁山猪笼草（N. muluensis）、毛律山猪笼草（N. murudensis）、黑猪笼草（N. nigra）和毛盖猪笼草（N. tentaculata）。
在马修·杰布和马丁·奇克2001年发表的专著《猪笼草科》中，他们基于无毛猪笼草与姆鲁山猪笼草两者笼盖特殊的掌状脉，以及上位笼的大小、形状和颜色，认为之间存在着最为密切的近缘关系。但之后的研究认为，无毛猪笼草似乎是与苏拉威西的特有高地物种——皮托庞猪笼草（N. pitopangii）之间存在着更为密切的近缘关系。这两个物种的茎、叶片以及下位笼都非常的相似，但上位笼显著不同。皮托庞猪笼草的上位笼远没有无毛猪笼草的细长，且完全没有笼翼。

## 自然杂交种
在无毛猪笼草的分布地域与之重叠的地区，已发现了‍无毛猪笼草与钩唇猪笼草、大猪笼草、黑猪笼草和毛盖猪笼草的自然杂交种。这些自然杂交种一般都呈现出亲本的中间形态。

## 扩展阅读
- 美国种质资源信息网络中无毛猪笼草的信息
- 食虫植物照片搜寻引擎中无毛猪笼草的照片

 维基共享资源上的相關多媒體資源：无毛猪笼草
 維基物種上的相關：无毛猪笼草